# Die Tageszeitung
Pour les articles homonymes, voir TAZ.
Die Tageszeitung (litt. « le Quotidien »), abrégé en taz, est un quotidien allemand publié à Berlin.

## Histoire

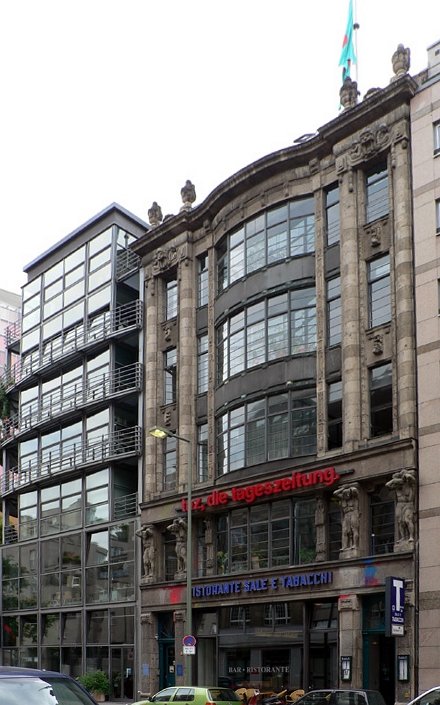
Siège du journal à Berlin.

Fondé en 1979 par un collectif d'extrême gauche, inspiré par l'exemple de Libération en France, journal dont est proche Thomas Hartmann, fondateur du taz, ce titre nait dans une période difficile marquée par le combat victorieux de l'État allemand contre la Fraction armée rouge lors de l'automne allemand, raconté dans les films Les Années de plomb réalisé par Margarethe von Trotta et L'Allemagne en automne, réalisé par 11 cinéastes, incluant Alexander Kluge et Fassbinder. Les squatts sont fouillés un par un et démantelés. Durant cette période, la société demandait à l'extrême-gauche de renoncer à tout lien avec les terroristes, ce qui était difficile à faire dans la forme réclamée, selon Thomas Hartmann.
Le taz suit l'ombre des évolutions de son grand frère français : professionnalisation, introduction d’une hiérarchie, différenciation des salaires et le passage à un lectorat moins « alternatif ». À une différence près : le taz n'est pas contraint de devoir son salut à l’arrivée d'un investisseur privé. En 2008, les propriétaires du taz sont quelque 7 660 actionnaires, lecteurs et collaborateurs qui ont investi dans la coopérative du taz, fondée en 1991.
Alors que le taz doit traverser de nombreuses crises financières dans les années 1980 et 1990, son autogestion semble avoir fait ses preuves à partir des années 2000 : à la suite d’une récession économique en 2000, la plupart des journaux allemands ont connu d’énormes difficultés financières – le taz, en tant que coopérative, est totalement indépendant de l’économie, ayant ses propres maisons d’édition. Vers les années 2010, la situation financière du journal semble stable : le taz fait des profits. En effet, le taz constitue un des rares exemples de la presse alternative allemande qui réussit et s'établit sur le marché médiatique.
Lors de l'assemblée générale de la coopérative de 2023, des réflexions sont présentées sur le fait qu'à partir d'une date en 2025, l'édition paraissant du lundi au vendredi ne serait plus imprimée, mais uniquement distribuée sous forme numérique. Lors de l'assemblée coopérative de l'automne 2024, il est annoncé qu'après l'édition du 17 octobre 2025, l'impression des éditions des jours ouvrables serait arrêtée et que les abonnés seraient alors livrés avec le journal numérique (e-paper) ; seul l'hebdomadaire « wochentaz », qui paraît le samedi, continuerait à paraître sous forme imprimée.

## Ligne éditoriale
Avec un peu plus de 60 000 exemplaires vendus chaque jour, c’est le plus petit tirage des quotidiens nationaux allemands, mais depuis sa fondation, en 1979, le tageszeitung occupe une place particulière dans le paysage médiatique allemand. Son nom est une référence directe au célèbre personnage d'animation « Taz », publié par Warner Bros pour la première fois en 1954.[réf. nécessaire]
Créé comme alternative à la presse traditionnelle, le journal se déclare « irrévérencieux, commercialement indépendant, intelligent et amusant ». Proche du parti Vert allemand, le quotidien adopte les positions des intellectuels de gauche du pays avec des prises de position en faveur des féministes et des écologistes. Le taz publie des éditions spécifiques pour Berlin, le Land de Brême, Hambourg, Cologne, la Rhénanie-du-Nord-Westphalie, la Ruhr et le nord du pays. Il assure également la parution de la version allemande du Monde diplomatique, dont des extraits sont également distribués en supplément du quotidien.

## Plumes célèbres
- Thomas Hartmann, fondateur du journal[1]
- Götz Aly
- Ilija Trojanow
- Deniz Yücel
- Bascha Mika

## taz.de
Depuis le 12 mai 1995, taz publie ses contenus sur Internet. Tous les articles, podcasts et vidéos peuvent être consultés librement, le taz laisse les utilisateurs libres de payer ou non. Pour cela, lorsqu'ils cliquent (pour la première fois) sur un article, une fenêtre pop-up s'affiche avec les options « Oui, je veux » et « Déjà inscrit ! »
Les articles plus anciens sont disponibles dans les archives en ligne, qui contiennent des articles du taz depuis le 1er septembre 1986 ainsi que des textes sélectionnés de l'édition germanophone du Monde diplomatique depuis mai 1995.
Alors que le nombre de pages vues pour taz.de n'est que d'environ 200 000 au début du comptage contrôlé par IVW en octobre 2001, le 8 novembre 2010, dans le cadre de la couverture en direct des protestations Castor, taz.de enregistre pour la première fois plus de 1,5 million de pages vues en une seule journée. En mars 2021, le nombre d'utilisateurs uniques sur taz.de est d'environ 3,8 millions.